# 김진욱 (2002년)
김진욱(2002년 7월 5일 ~ )은 KBO 리그 롯데 자이언츠의 투수이다.

## 한국 프로야구 시절

### 롯데 자이언츠시절
2021년 신인 드래프트에서 2차 1라운드 지명을 받고 입단하였다. 2021년 4월 9일 키움 히어로즈와의 경기에 선발 등판하며 데뷔 첫 경기를 치렀고, 경기에서 5이닝 6실점을 기록했다.
한편, 2022년 선발로만 2승을 기록했으나 '제구 불안'이 발목을 잡았고 2024년 4선발승을 기록하여  2023년 시즌 도중 KT에서 이적한 뒤 2선발승을 기록했지만 수술로 시즌아웃되어 2024년 뛰지 못한 또다른 좌완투수 심재민의 공백을 메꿔주기도 했다.

## 호주 프로야구 시절
2022년에 질롱 코리아에 입단하였다.

## 출신 학교
- 수원신곡초등학교
- 수원북중학교(전학) → 춘천중학교
- 강릉고등학교

## 통산 기록
| 연도 | 팀명  | 평균자책점 | 경기 | 완투 | 완봉 | 승 | 패 | 세 | 홀 | 승률  | 타자 | 이닝 | 피안타 | 피홈런 | 볼넷 | 사구 | 탈삼진 | 실점 | 자책점 |
| ---- | ----- | ---------- | ---- | ---- | ---- | -- | -- | -- | -- | ----- | ---- | ---- | ------ | ------ | ---- | ---- | ------ | ---- | ------ |
| 2021 | 롯데  | 6.31       | 39   | 0    | 0    | 4  | 6  | 0  | 8  | 0.400 | 227  | 45⅔  | 42     | 3      | 49   | 3    | 45     | 32   | 32     |
| 2022 | 롯데  | 6.36       | 14   | 0    | 0    | 2  | 5  | 0  | 0  | 0.286 | 227  | 46⅔  | 43     | 3      | 35   | 8    | 43     | 36   | 33     |
| 2023 | 롯데  | 6.44       | 50   | 0    | 0    | 2  | 1  | 0  | 8  | 0.667 | 177  | 36⅓  | 37     | 4      | 29   | 2    | 35     | 27   | 26     |
| 2024 | 롯데  | 5.31       | 19   | 0    | 0    | 4  | 3  | 0  | 0  | 0.571 | 388  | 84⅔  | 89     | 13     | 44   | 3    | 87     | 54   | 50     |
| 통산 | 4시즌 | 5.95       | 122  | 0    | 0    | 12 | 15 | 0  | 16 | 0.444 | 1019 | 213⅓ | 211    | 23     | 157  | 16   | 219    | 149  | 141    |